# Greg Errico
Greg Errico, född 1 september 1948 i San Francisco, Kalifornien, är en amerikansk musiker och producent, mest känd som trummis i det populära och inflytelserika soul- och funkbandet Sly and the Family Stone. 
Errico var trummis i gruppens ursprungliga uppsättning men lämnade bandet 1971 efter flera återkommande bråk. En stor del av bråken handlade om den kritik bandet hade mött på från Svarta Pantrarna och andra aktivistgrupper, kritik som ville att bandets vita musiker (Greg Errico och Jerry Martini) skulle sparkas och ersättas av svarta musiker.
Efter avhoppet från bandet fortsatte Greg Errico inom musikbranschen och samarbetade bland annat med band som Santana och Grateful Dead. Han var också medlem i flera andra band.